# Museo del tesoro della basilica di San Francesco
Il Museo del tesoro della basilica di San Francesco è una raccolta d'arte sacra esposta in due sale del Palazzo Nord del Sacro Convento di Assisi, con accesso dal primo piano del rinascimentale Chiostro di Sisto IV, a ridosso dell'abside della celebre basilica che custodisce le spoglie del Poverello. Dal 1986 il Museo ospita la collezione F. M. Perkins  comprendente le opere donate all'Ordine dei frati minori conventuali dal critico d'arte americano, terziario francescano, morto ad Assisi nell'ottobre 1955.
Il Museo aderisce all'Associazione Musei Ecclesiastici Italiani (AMEI) e alla Rete museale ecclesiastica umbra

## Storia del museo
Risale al 1930, tre anni dopo la restituzione ai frati della basilica e del Sacro Convento, la prima esposizione del tesoro nella sala Pio XI del Palazzo Ovest dello stesso complesso conventuale. Si volle così valorizzare ciò che dell'antico patrimonio era sopravvissuto all'usura del tempo, ma specialmente alle spogliazioni napoleoniche (nel 1798 vennero razziati circa 390 chili di suppellettili in argento e altri preziosi) e a quella della soppressione italiana del 1866, quando comunque la Camera del Tesoro, posta alla base del poderoso campanile, si presentava già tristemente dilapidata.
Dai documenti d'archivio e soprattutto dagli antichi inventari di sacristia (il primo è del 1338), possiamo conoscere qualcosa dell'evoluzione di questa raccolta. Ma ci sono altri testimoni: le prime biografie del Santo attestano, ad esempio, come nel 1230, in occasione della traslazione del corpo di Francesco nella nuova chiesa a lui dedicata, Gregorio IX inviò in dono «una croce d'oro, scintillante di pietre preziose, con incastonata una reliquia del legno della croce di Cristo. Oltre a ciò, oggetti di decorazione, suppellettile liturgica e altri oggetti utili al servizio dell'altare, molti preziosi e splendidi parati sacri».
A questi doni, tanti altri e molto preziosi fecero seguito tanto che la loro gestione dovette creare non poche difficoltà e forse anche qualche scrupolo ai seguaci del Poverello. A risolvere la questione intervenne nel 1254 Papa Innocenzo IV che con la bolla Dignum existimamus riconosceva ai frati il solo uso dei beni liberandoli così dalla preoccupazione della proprietà che, come per l'intero complesso santuariale, era stata evocata dalla stessa Sede Apostolica. Nel contempo si stabiliva l'assoluto divieto a chiunque di asportare, pignorare o alienare tale patrimonio. Una disposizione successivamente ribadita da papa Clemente X nel 1703.

## Sede
Non è secondario contestualizzare l'esposizione nel complesso monumentale formato dalla basilica e dal Sacro Convento che costituisce il luogo originario in cui il tesoro si è andato formando e per cui alcune opere sono state addirittura create. 
Le stanze in cui attualmente il Museo ha sede appartengono alla prima costruzione realizzata, per volere di Gregorio IX, a partire dal 1228 per la comunità dei frati. In tali ambienti ebbe certamente a dimorare per breve tempo anche lo stesso pontefice che aveva posto l'intero complesso sotto la sua immediata giurisdizione.
Nel 1756 il salone sopra l'antico dormitorio (l'attuale sala romanica) subì pesanti rifacimenti in stile neogotico della volta, interventi che oggi gli valgono il nome di "sala gotica". Proprio in tale sala dal 1977 è collocato il Tesoro mentre in quella attigua, verso il cosiddetto salone papale (primitiva sede del Museo stesso), la cosiddetta "sala rossa", venne nel 1986 esposta per la prima volta la collezione F. M. Perkins.
Nella seconda metà del secolo XX sono stati affidati al Museo i 56 dipinti e la scultura della cosiddetta Collezione F. M. Perkins, comprendente opere tra il XIV e XVI secolo tra cui – per citarne solo alcune – un San Francesco del Beato Angelico, la Madonna che adora il Bambino del Garofalo, due tavole di Giovanni di Paolo e tre di Pietro Lorenzetti, il San Sebastiano dell'Ortolano e il San Cristoforo del Sassetta.
L'attuale allestimento delle due raccolte risale all'anno 2000 quando il Museo fu riaperto dopo i danni alla struttura causati dal terremoto del settembre 1997.

## Opere

### Prima sala (dettagotica): il Tesoro
Nonostante l'impoverimento subito nel corso della sua storia, quello che dell'antico tesoro si può oggi ammirare risulta ancora di notevole interesse lasciando immaginare quella che doveva essere la ricchezza storica e artistica originaria di questa raccolta, mantenutasi grosso modo intatta fino alla fine del secolo XVIII.
La raccolta si compone per la maggior parte di opere delle arti cosiddette minori, anche se non mancano alcune pitture e sculture.
Tra ciò che si è salvato dell'antico tesoro, troviamo significative testimonianze degli inizi della collezione e del suo carattere internazionale: opere di provenienza e origine francese (come i manoscritti miniati a Parigi verso la metà del Duecento, oreficerie tra cui il bel reliquiario della Veste Inconsutile e quello della Sacra Spina in stile gotico classico parigino della seconda metà dello stesso XIII secolo, una elegante Madonna con Bambino in avorio anch'essa in purissimo stile gotico francese del secolo XIV), fiamminghe (l'arazzo di Sisto IV con l'albero francescano e alcuni avori), tedesche (l'orologio donato nel 1701 dall'imperatore d'Austria Leopoldo I al padre Vincenzo Coronelli e alcune oreficerie austriache-Salisburghesi).
Le oreficerie sono predominanti: reliquiari di varie forme, provenienze, date e stili. Alcuni si distinguono per la loro singolarità come ad esempio quello di sant'Andrea (sec. XIII) e quello di sant'Orsola (sec. XIV), ornato da un bel vetro dorato e graffito. Fra i vasi d'altare spicca un folto numero di calici di varie epoche tra cui il più celebre è sicuramente quello d'argento dorato ornato di smalti di Guccio della Mannaia dono di Niccolò IV, il primo francescano a sedere sulla cattedra di san Pietro dal 1288 al 1292.
L'esposizione comprende anche due rari dossali di seta degli inizi del secolo XIII di produzione palermitana, opere dei maestri vetrari veneziani (una croce di cristallo con miniature della prima metà del sec. XIV) e alcune pitture tra cui la Croce a due facce del Maestro dei Crocifissi Blu (seconda metà del sec. XIII) e due pale d'altare di Tiberio d'Assisi e de Lo Spagna, entrambi vissuti a cavallo tra il XV e XVI secolo. Tra i tessuti merita una particolare menzione lo splendido paliotto d'altare di manifattura fiorentina su disegno attribuito ad Antonio del Pollaiolo, donato alla Basilica dal papa francescano Sisto IV forse nel 1478, in occasione dei duecentocinquantanni della canonizzazione di san Francesco.

#### I dipinti
- San Francesco e quattro miracoli (secondo terzo del XIII sec.) del Maestro del Tesoro di San Francesco[10].
- Crocifisso (secondo terzo del XIII sec.), tempera su tavola del Maestro dei Crocifissi blu o delle Croci azzurre[11].
- Il profeta Isaia (terzo quarto del XIII sec.), tempera su tavola del Maestro di San Francesco[12].
- Il Creatore (ultimo quarto del XIII sec.), disegno preparatorio (sinopia), terra rossa su intonaco, attribuito a Jacopo Torriti[13].
- San Martino taglia il mantello (1317 circa), disegno preparatorio (sinopia), terra rossa su intonaco, di Simone Martini.
- La Vergine con il Bambino (secondo quarto del XIV sec.), tempera su tavola del Maestro del dittico Sterbini[14].
- Trittico a sportelli con la Madonna col Bambino, Cristo alla colonna e San Giovanni Battista di Francesco di Gentile con l'intervento di un restauratore ottocentesco.[15]
- Il Santo Volto (circa 1450), inchiostro e tempera su pergamena montato su tavola, attribuita a Benozzo Gozzoli[16]
- Stendardo processionale (1427 circa), legno dipinto, di bottega umbra.
- Croce astile a due facce (prima metà del XVI sec.), olio su tavola di legno sagomata del Maestro umbro[17].
- Madonna con Bambino e santi Caterina d'Alessandria, Francesco, Elisabetta d'Ungheria, beato [...], Chiara e Luigi IX re di Francia (Foto) (1516) de Lo Spagna[8].
- Cristo crocifisso tra angeli e i santi Leonardo, Antonio abate, Francesco e Chiara (Foto) (inizi XVI sec.) di Tiberio d'Assisi[18].

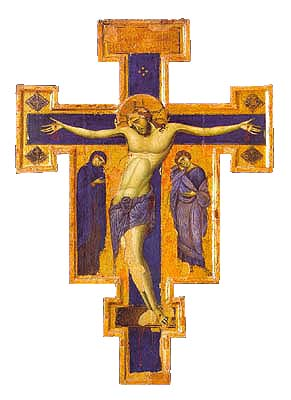
Crocifisso del Maestro dei crocifissi blu (sec. XIII)
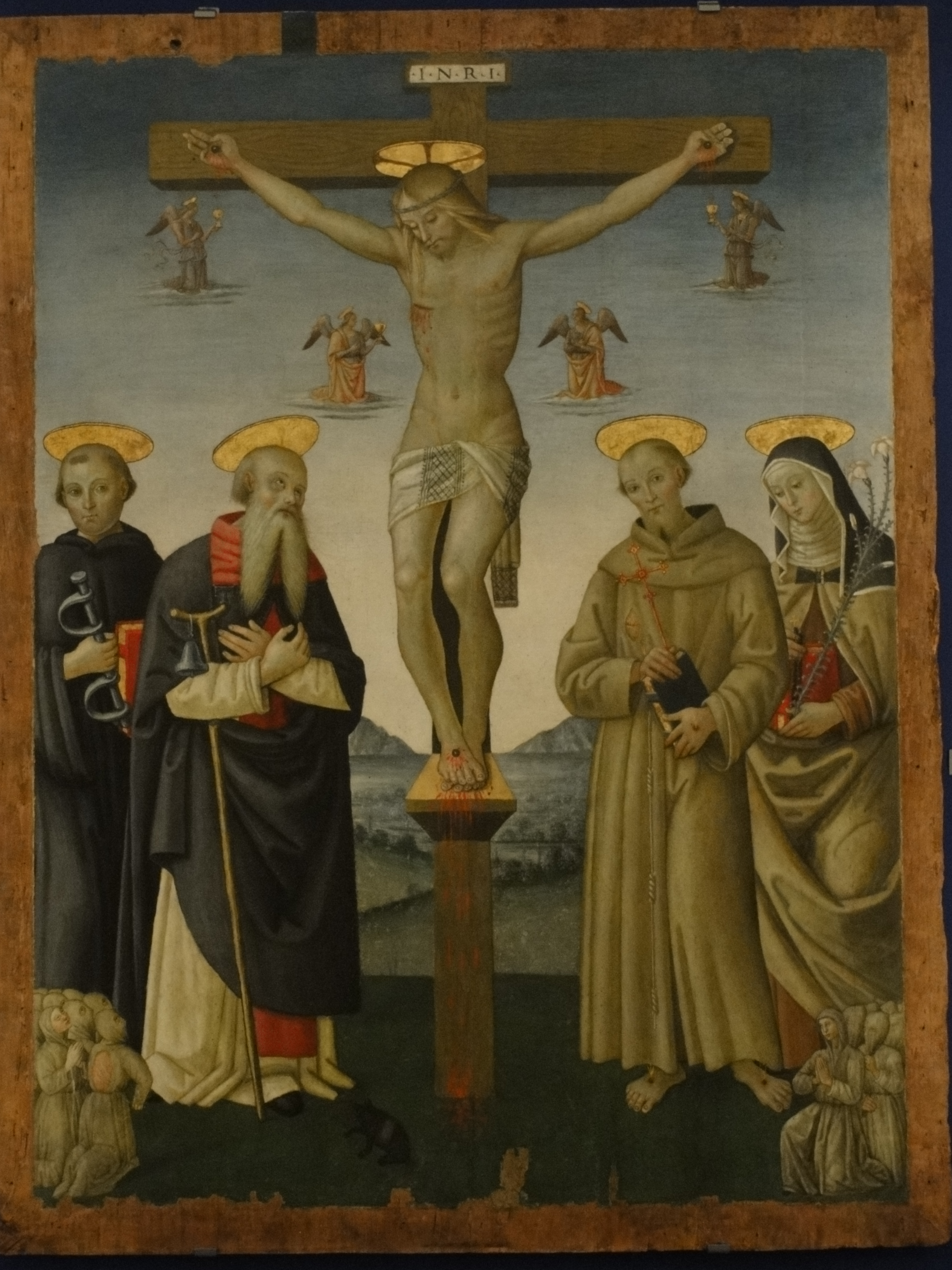
Cristo crocifisso tra angeli e i santi Leonardo, Antonio abate, Francesco e Chiara (inizi XVI sec.), dipinto su tavola di Tiberio d'Assisi
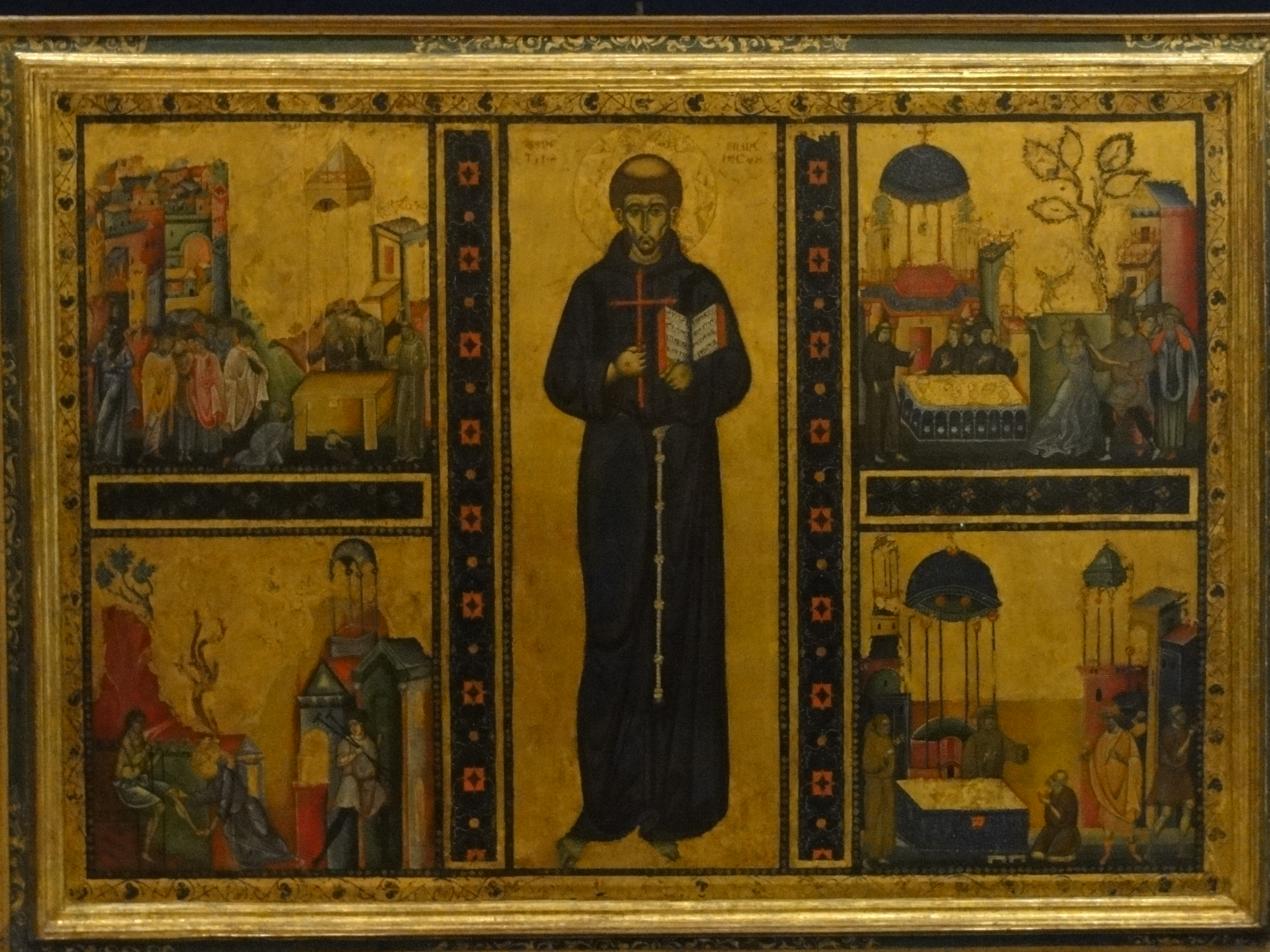
San Francesco e quattro miracoli (secondo terzo del XIII sec.), tavola dipinta del Maestro del Tesoro di San Francesco.
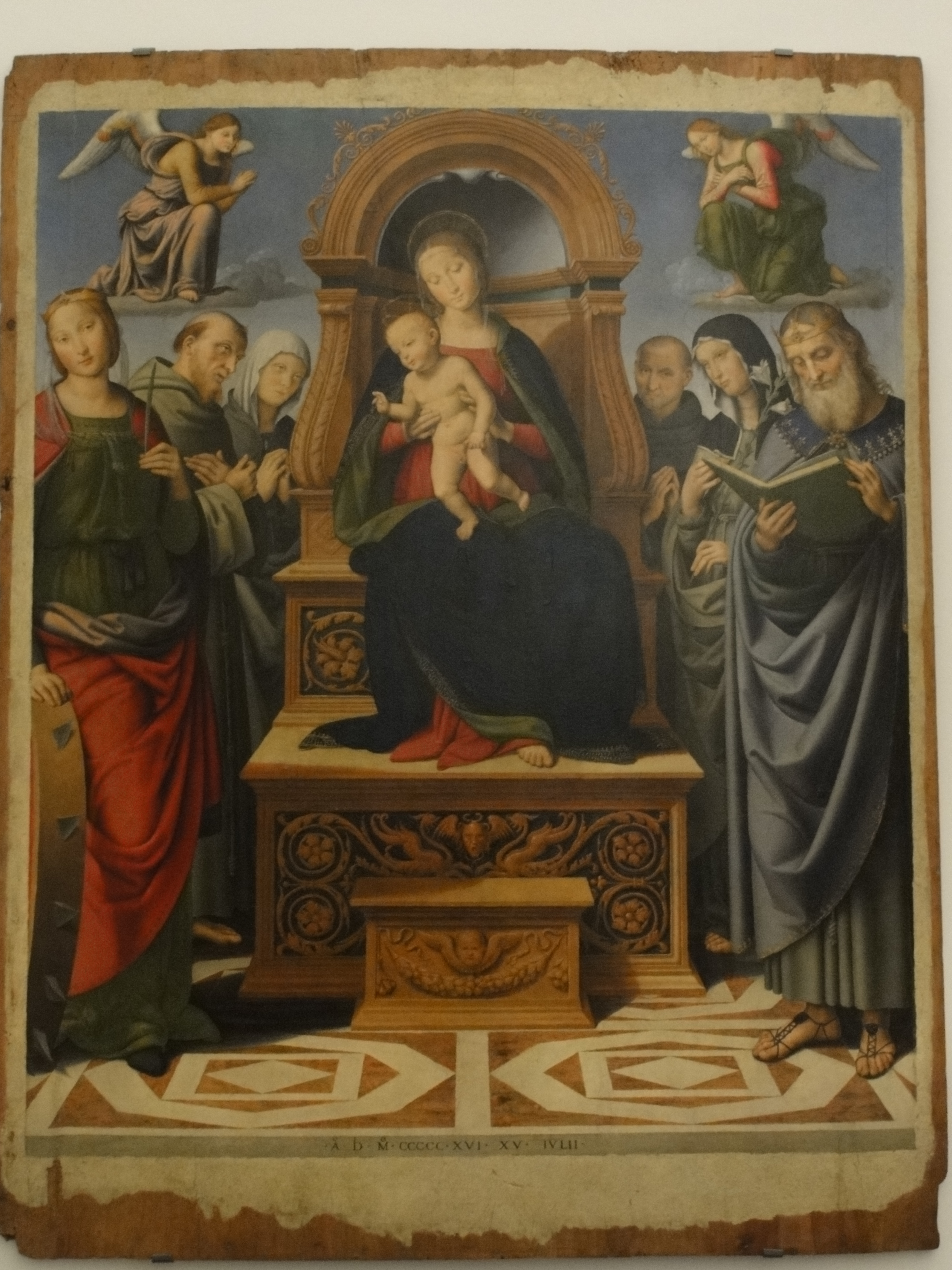
Madonna con Bambino, angeli e santi  (1516), dipinto su tavola di Giovanni di Pietro, detto Lo Spagna
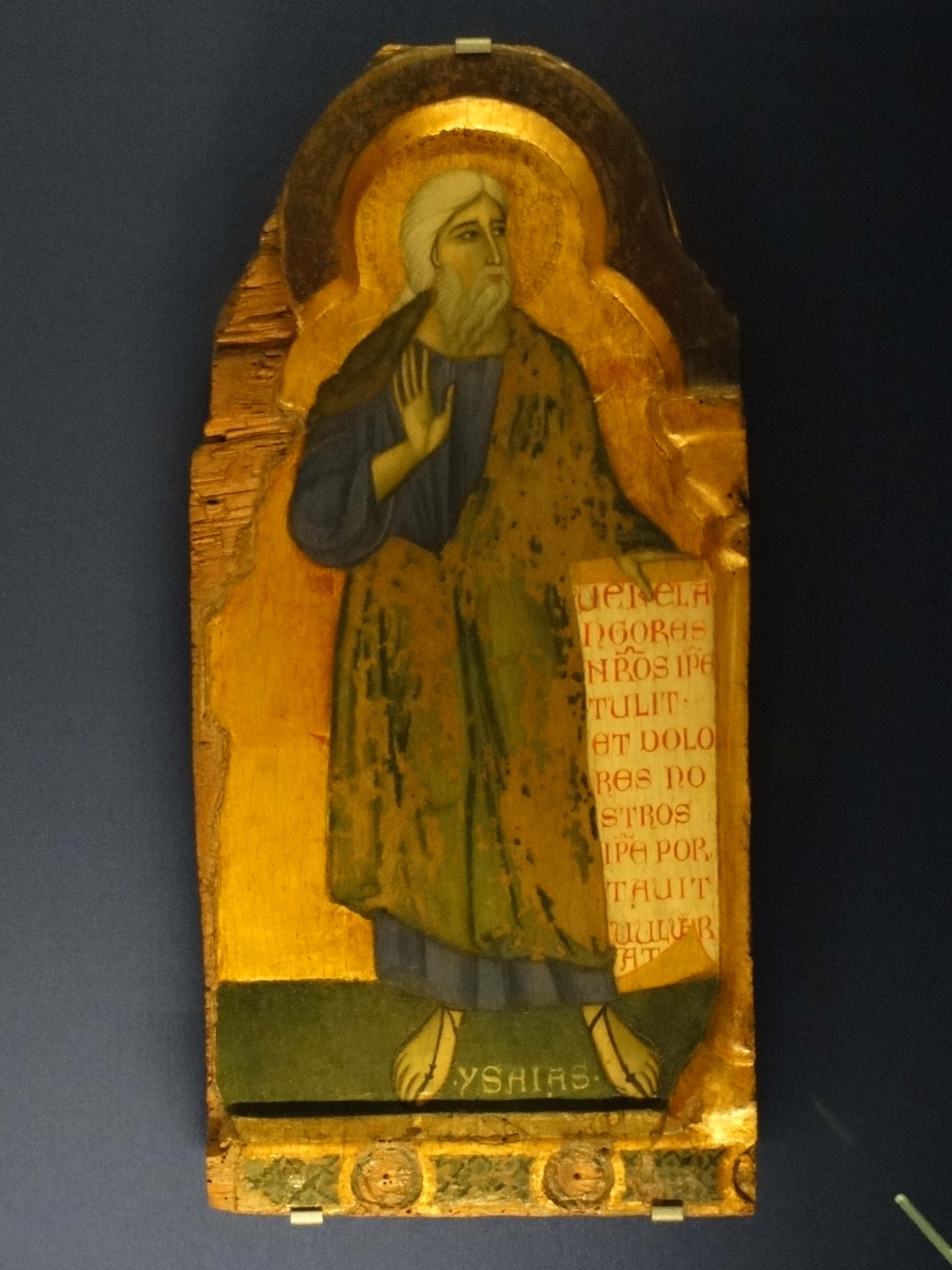
Il profeta Isaia (terzo quarto del XIII sec.)
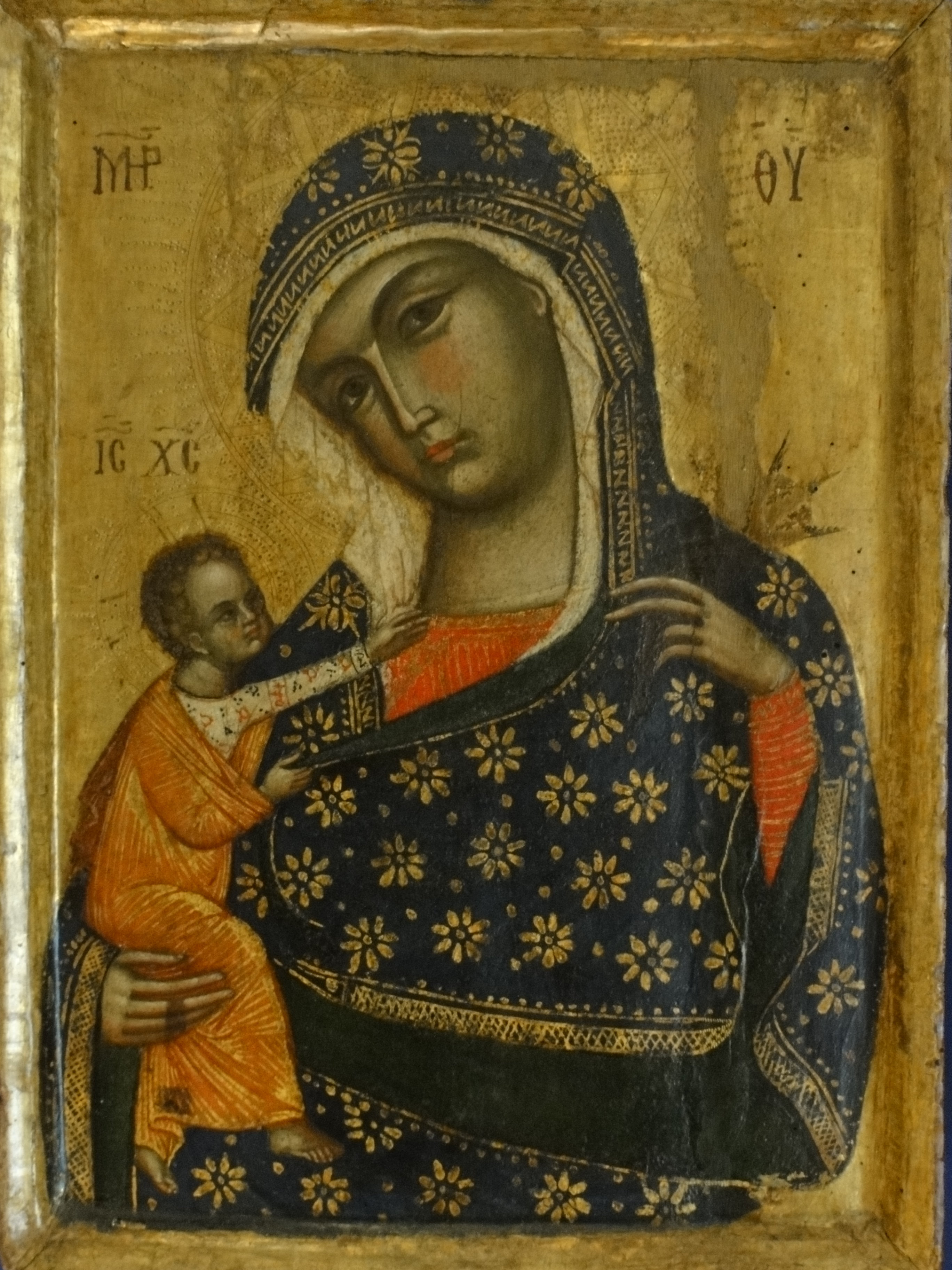
Vergine con il Bambino (secondo quarto del XIV sec.)
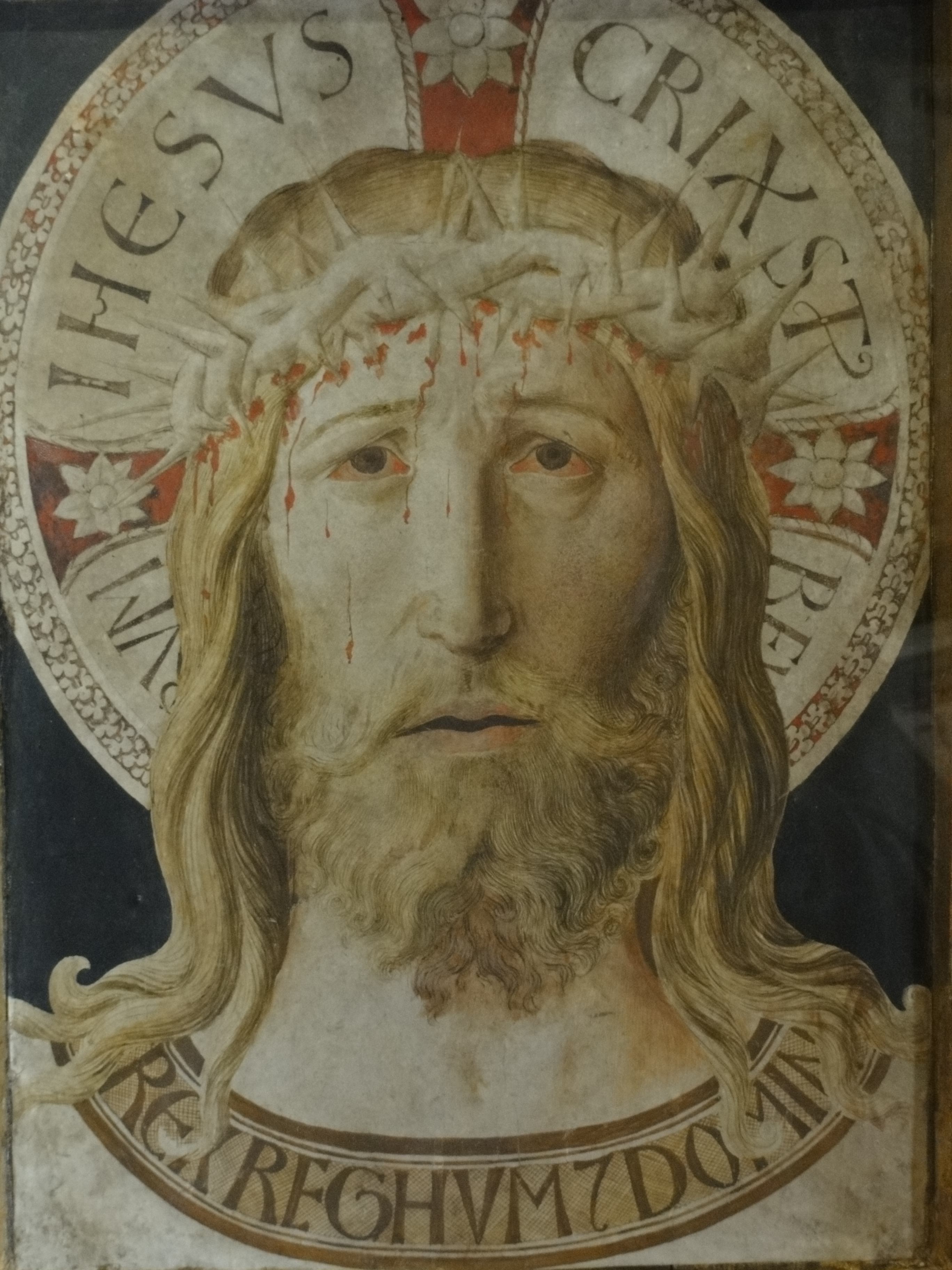
Santo Volto (circa 1450), inchiostro e tempera su pergamena mantato su tavola, attribuito a Benozzo Gozzoli

#### Manoscritti
- Messale detto di San Ludovico (metà del XIII sec.), membranaceo; scrittura testuale francese[19].
- Epistolario (terzo quarto del XIII sec.), membranaceo; scrittura testuale francese[20].
- Evangeliario(metà del XIII sec.), membranaceo; scrittura testuale francese[21].

#### Tessuti
- L'Albero francescano (1471-1482), arazzo in lana e seta di manifattura fiamminga[22].
- Paliotto di Sisto IV (XV sec.) di manifattura fiorentina su disegno attribuito ad Antonio del Pollaiolo[9][23].
- Mitra (fine del XVI sec.), seta, fili di seta policromi, gemme, perle e anellini d'argento di manifattura toscana[24].

#### Reliquiari
- Reliquiario della veste inconsutile (fine del XIII - inizio del XIV sec.), argento fuso e dorato, sbalzato e cesellato, di manifattura parigina[25].
- Reliquiario del dito di sant'Andrea (circa 1278-1281), argento dorato, bulinato e graffito, cristallo di rocca, pietre rosse (granati?), di manifattura romana[26].
- Reliquiario di sant'Orsola, già della tunica di san Francesco (circa metà del XIII e metà del XIV sec.), rame dorato e sbalzato, vetro dorato e graffito, cristallo di rocca e altre pietre, smalti champlevé, di manifattura umbra e limosina[27].
- Reliquiario della Sacra Spina (circa 1260-1270), argento, in parte dorato, sbalzato, cesellato e bulinato, cristallo di rocca, di manifattura parigina[28].
- Reliquiario dei capelli di santa Caterina (metà del XIV sec.), argento fuso, cesellato e inciso, avorio e perle, oreficeria francese[29].
- Reliquiario della pietra del Santo Sepolcro (XIII sec.) di bottega umbro-veneziana.

#### Calici
- Calice di Niccolò IV (XIII sec.), argento dorato, fuso a cera persa, sbalzato, cesellato e bulinato, smalti traslucidi, di Guccio di Mannaia (documentato dal 1291 al 1318)[30].

#### Sculture
- Croce processionale (circa metà del XIII sec.), rame dorato sbalzato e cesellato, su anima di legno, di manifattura umbra o laziale[31].
- Madonna con Bambino (XIII sec.), legno, di maestro umbro[32].
- Madonna con Bambino (XIV sec.), avorio dipinto, di scuola francese[6].
- Croce manuale (XV sec.), legno d'ulivo intagliato, di manifattura bizantina[33].
- Croce benedizionale (XIV sec.), legno filigranato, oro e argento, smalti, coralli e perle, pietre dure, di manifattura bizantina (Monte Athos?)[34].

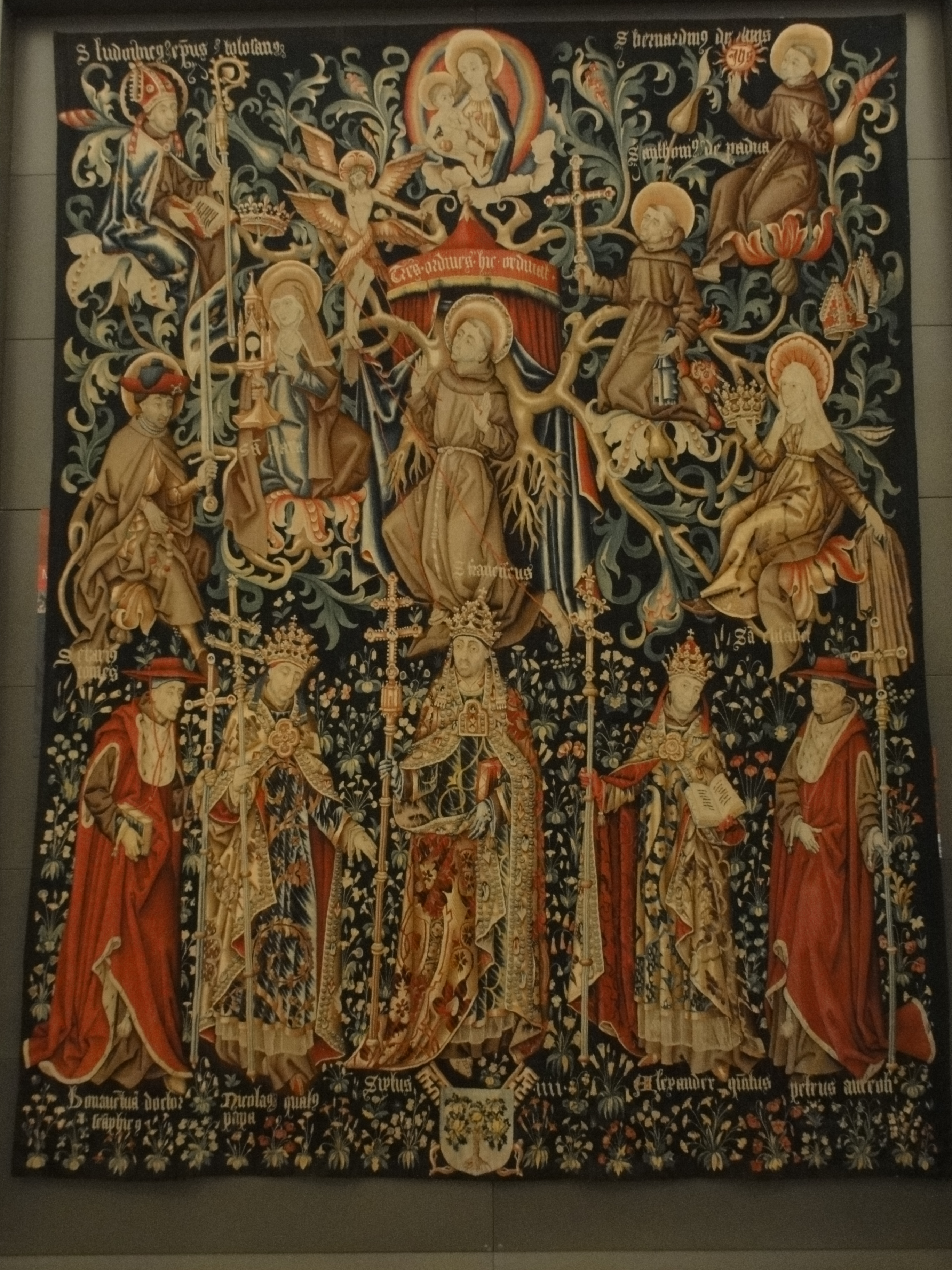
L'Albero francescano (1471-1482), arazzo in lana e seta di manifattura fiamminga
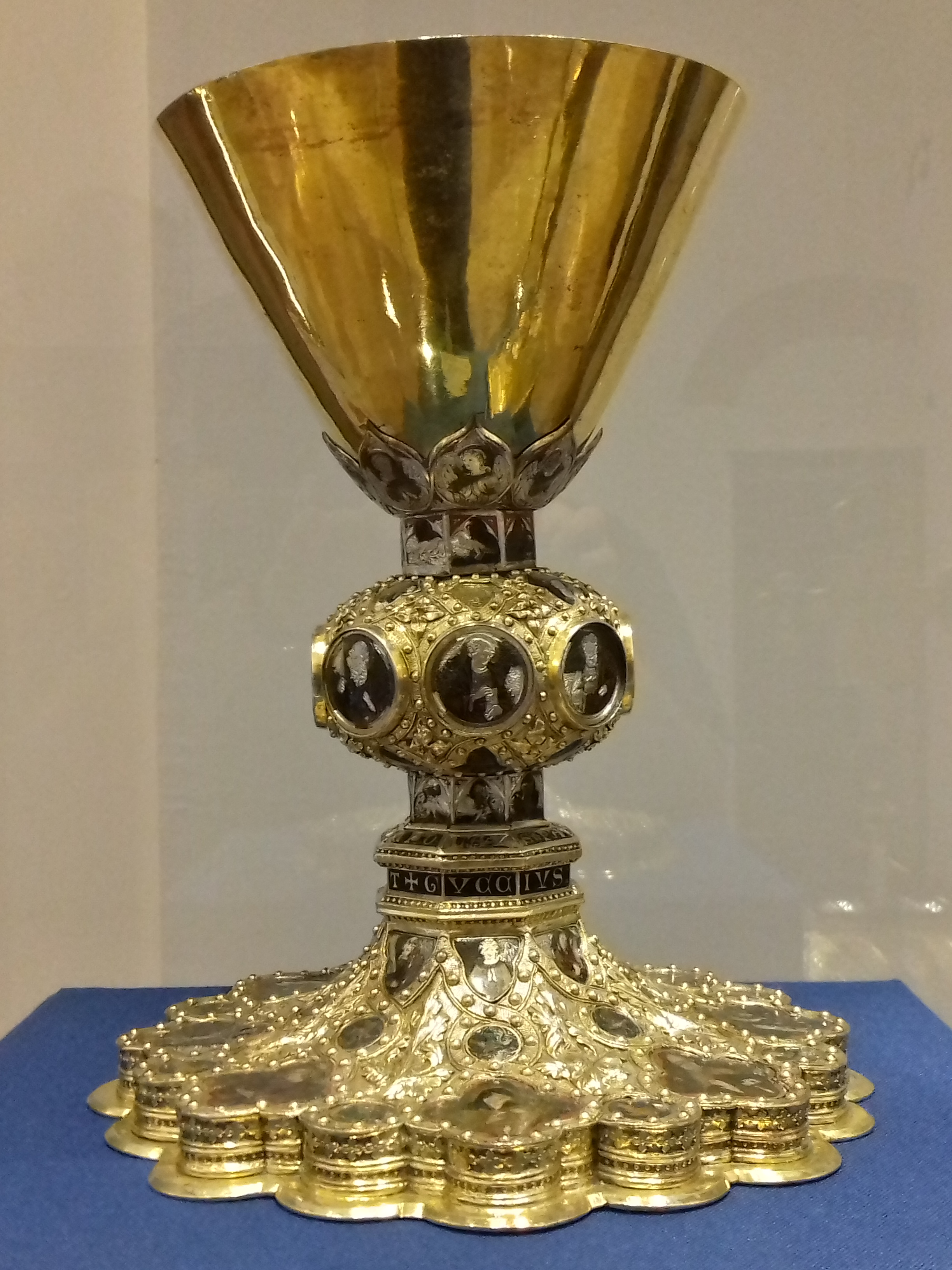
calice ornato di smalti di Guccio della Mannaia dono di Niccolò IV
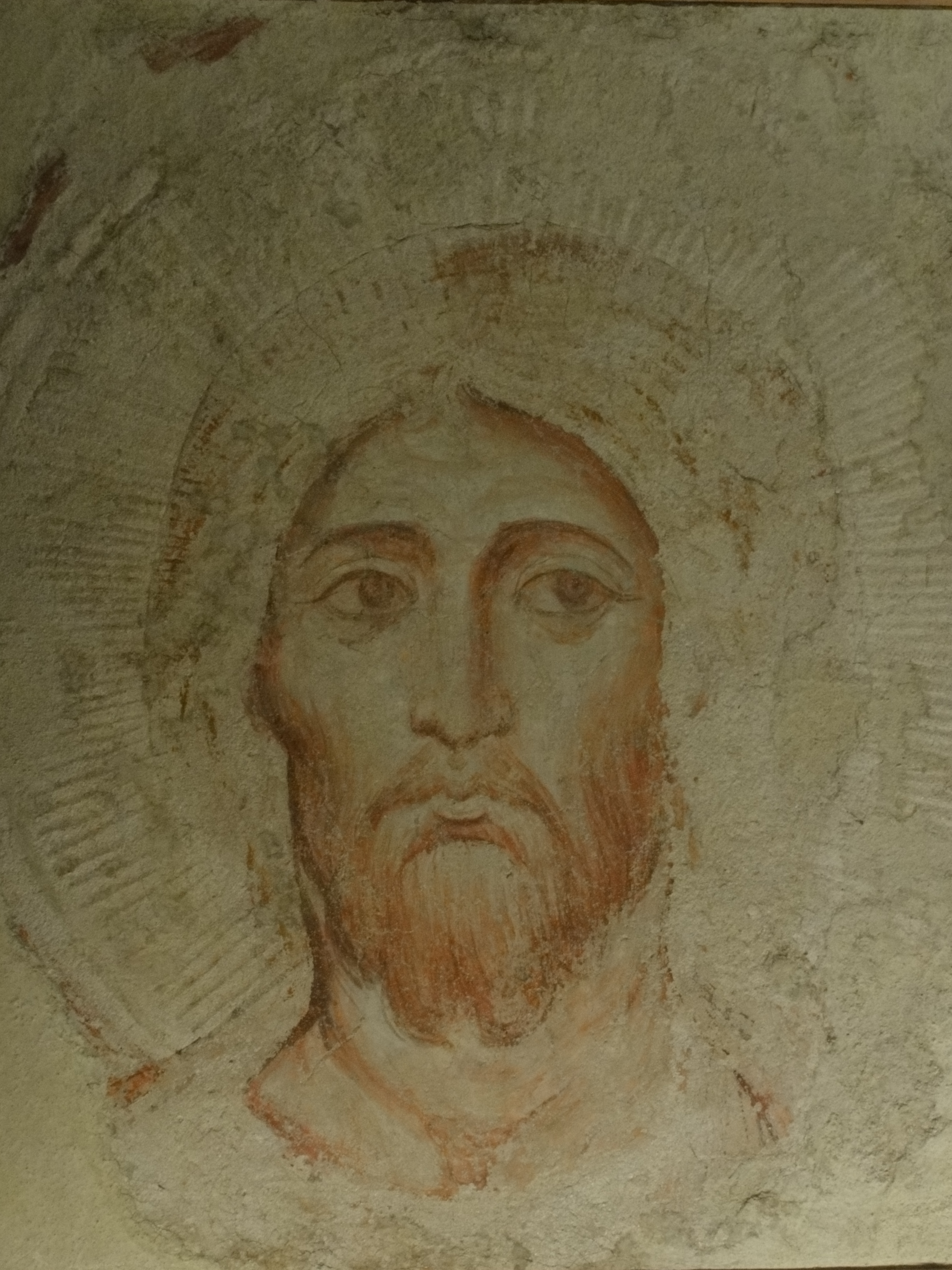
Il Creatore (ultimo quarto del XIII sec.), disegno preparatorio (sinopia), terra rossa su intonaco, attribuito a Jacopo Torriti
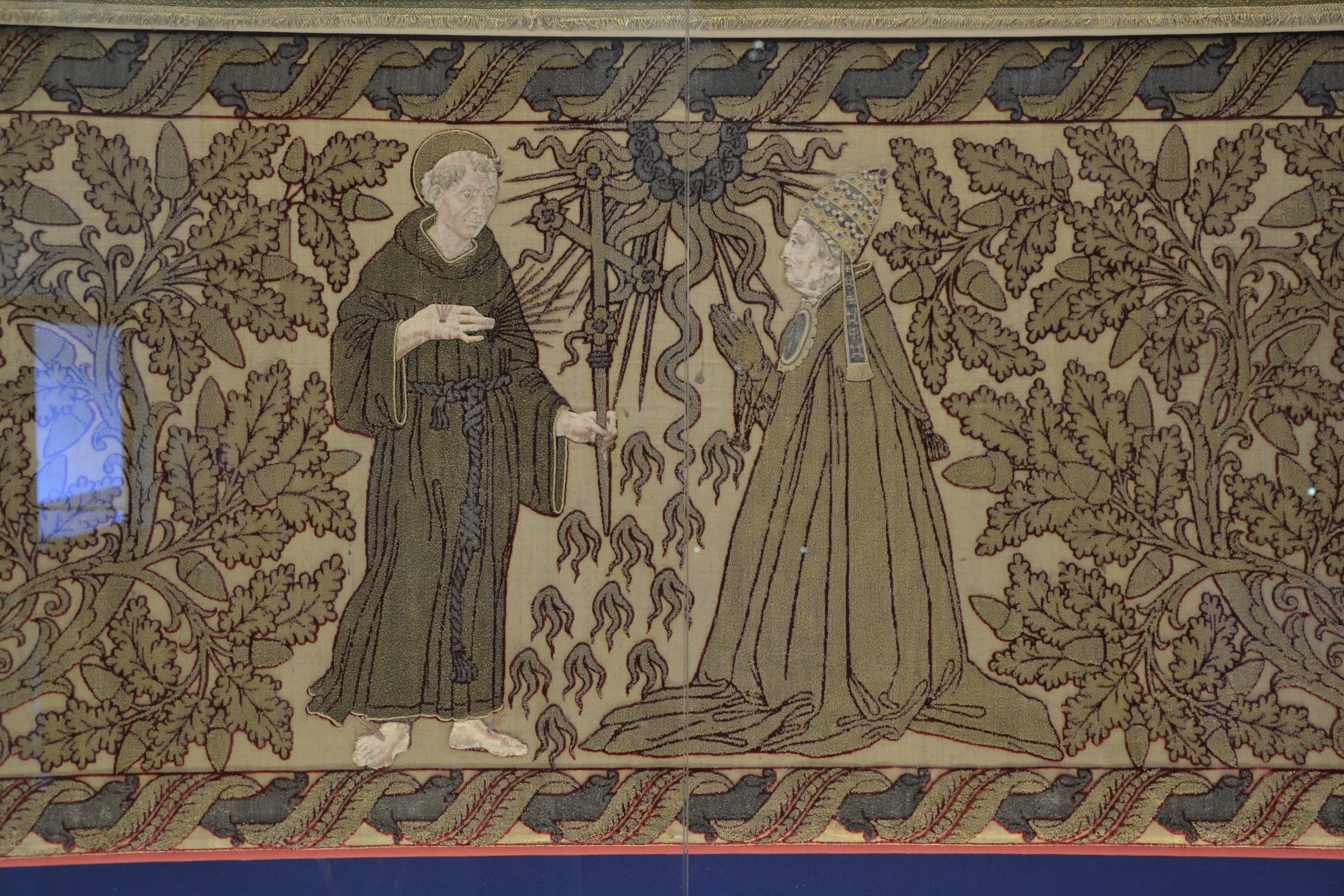
Paliotto di Sisto IV (XV secolo) attribuito ad Antonio del Pollaiolo
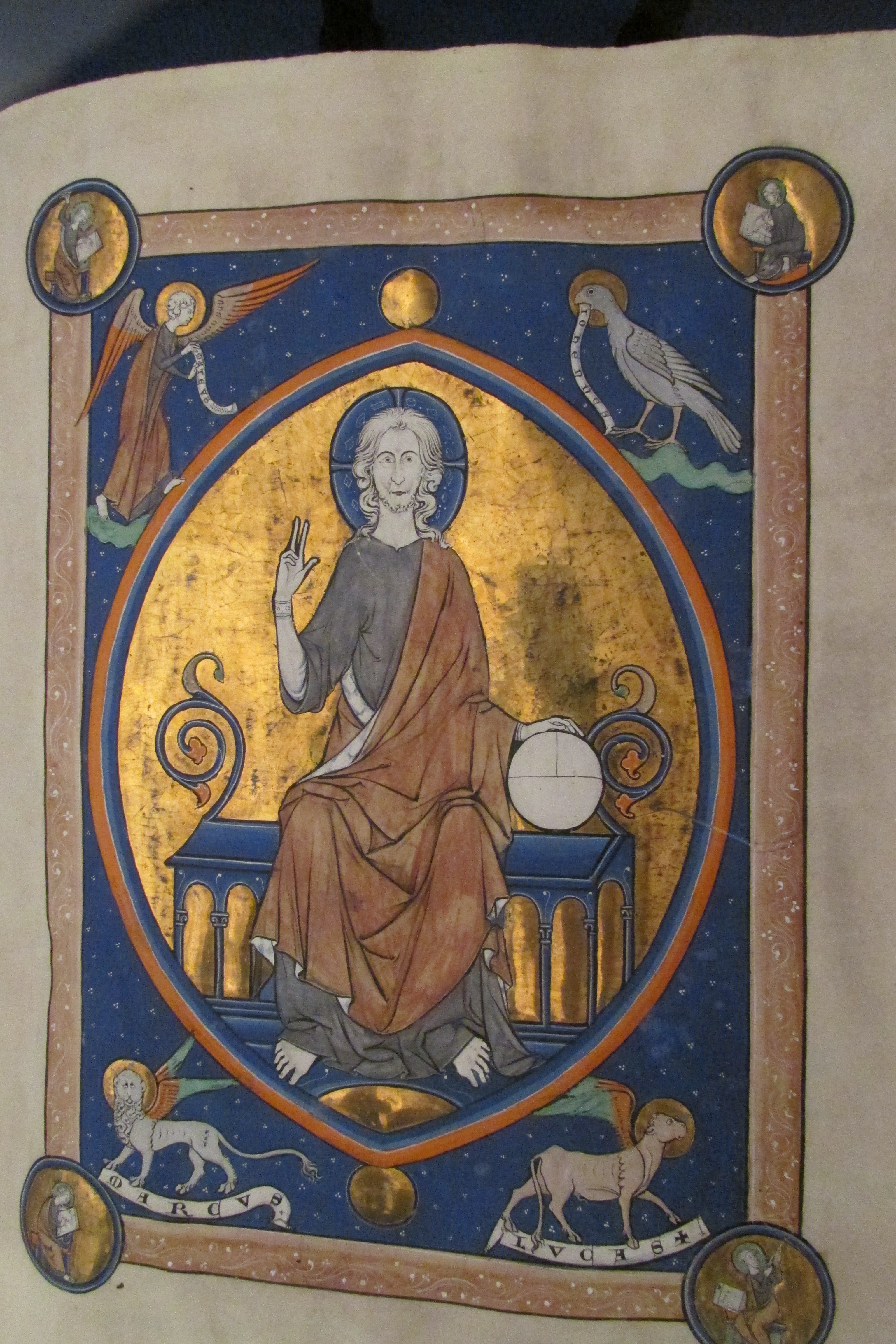
Messale
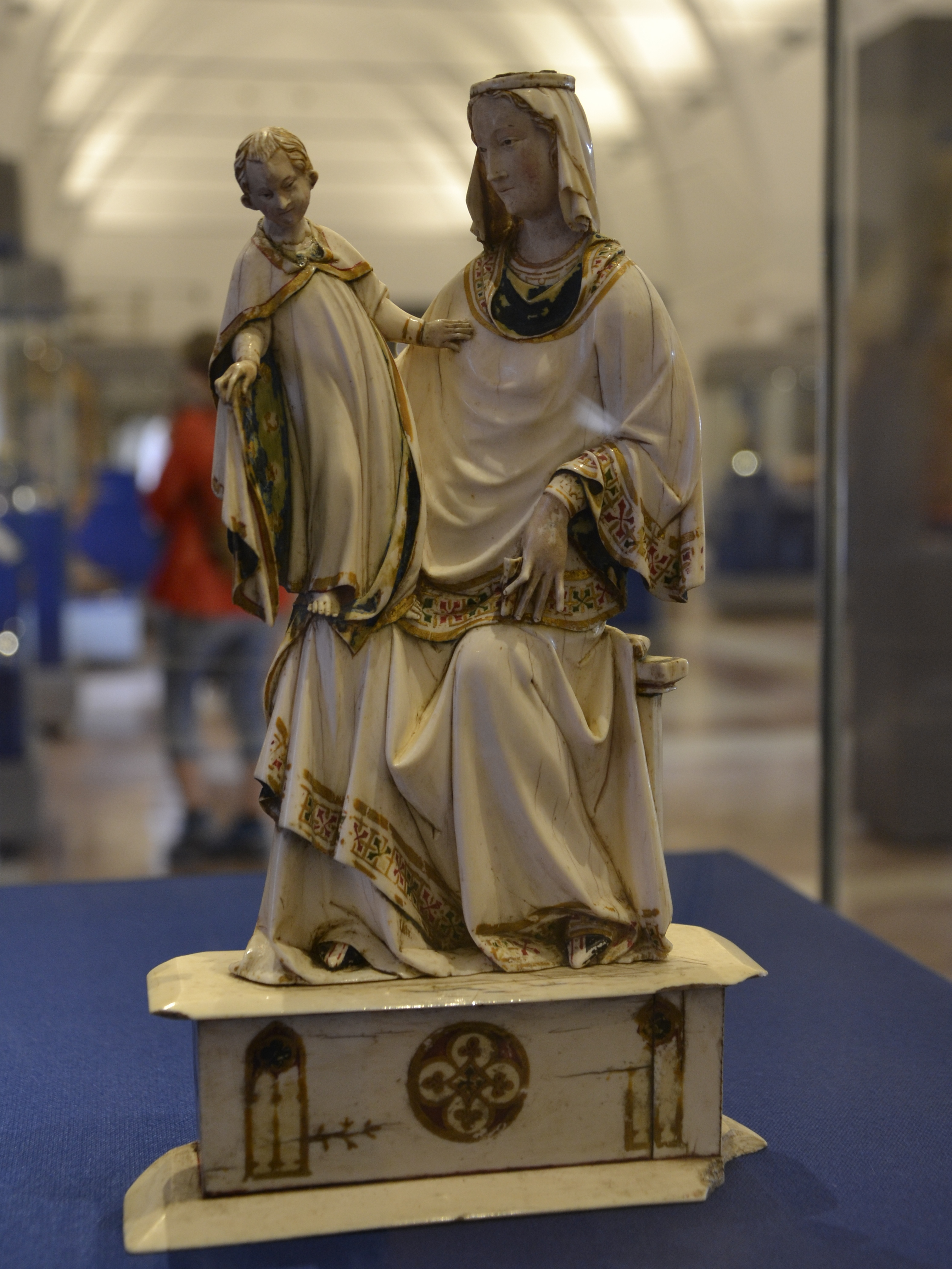
Madonna con Bambino (XIV sec.), avorio dipinto, di scuola francese
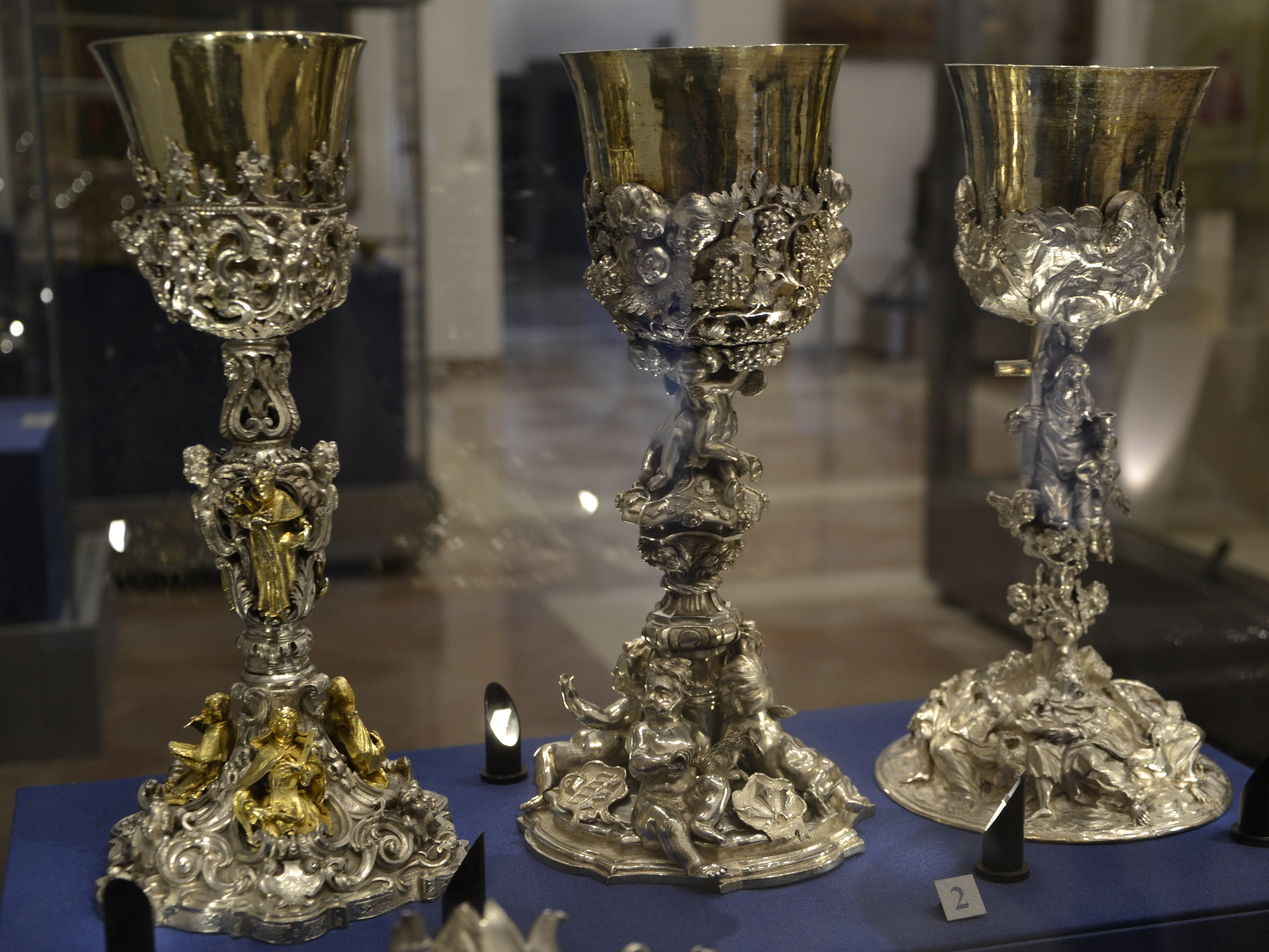
Calici in argento del '700

### Seconda sala: Collezione Perkins
- Madonna con Gesù Bambino (1340 circa) di Pietro Lorenzetti.
- Madonna con Gesù Bambino (XIV sec.).
- Madonna con Gesù Bambino e santi (XIV sec.) di scuola veneziana.
- Madonna dell'Umiltà (XIV sec.) di Giovanni di Nicola da Pisa.
- San Lorenzo (XIV-XV sec.) del Maestro del Bambino Vispo.
- Santa Margherita d'Antiochia (XIV sec.) di Pietro Lorenzetti.
- San Paolo di Tarso (XIV sec.XIV sec.) di scuola di Pietro Lorenzetti.
- Gesù Bambino (seconda metà XV sec.) dello Pseudo Pier Francesco Fiorentino.
- Madonna con Gesù Bambino e adoratori (XV sec.).
- Trittico (seconda metà XV sec.) di Gentile da Fabriano.
- Madonna con Gesù Bambino e due angeli (1423 circa) di Lorenzo Monaco.
- San Cristoforo (1440 circa) del Sassetta.
- San Sebastiano (metà del primo decennio del XVI sec.) dell'Ortolano[4].
- San Bernardino (1460 circa) di Sano di Pietro.
- Madonna con Bambino (primo decennio XVI sec.) del Garofalo.
- Ritratto di Federico e Irene Perkins (prima metà del XX sec.), dipinto di Nicola D'Asnasch (1872-1960).

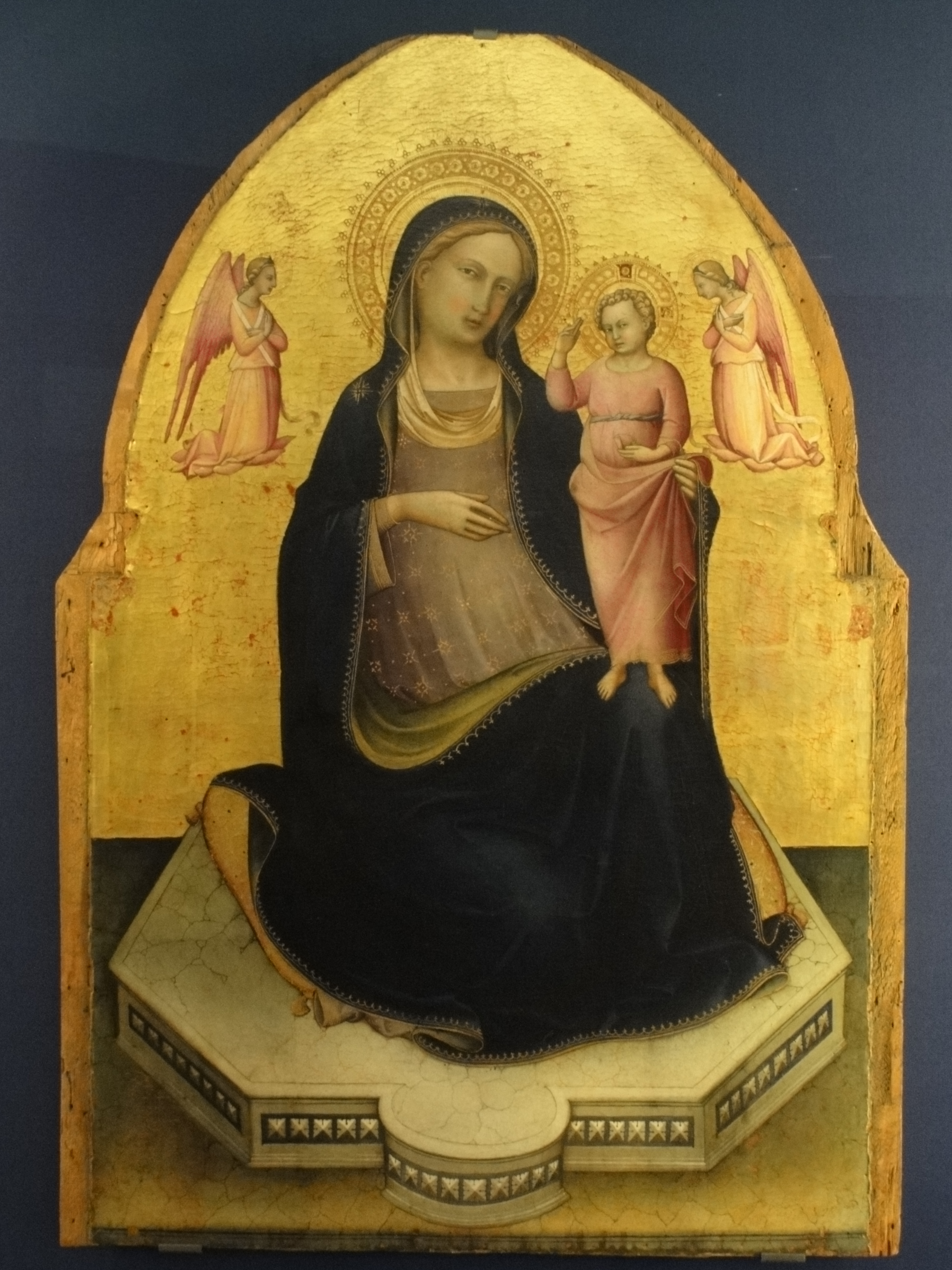
Madonna dell'Umiltà (1400), Lorenzo Monaco
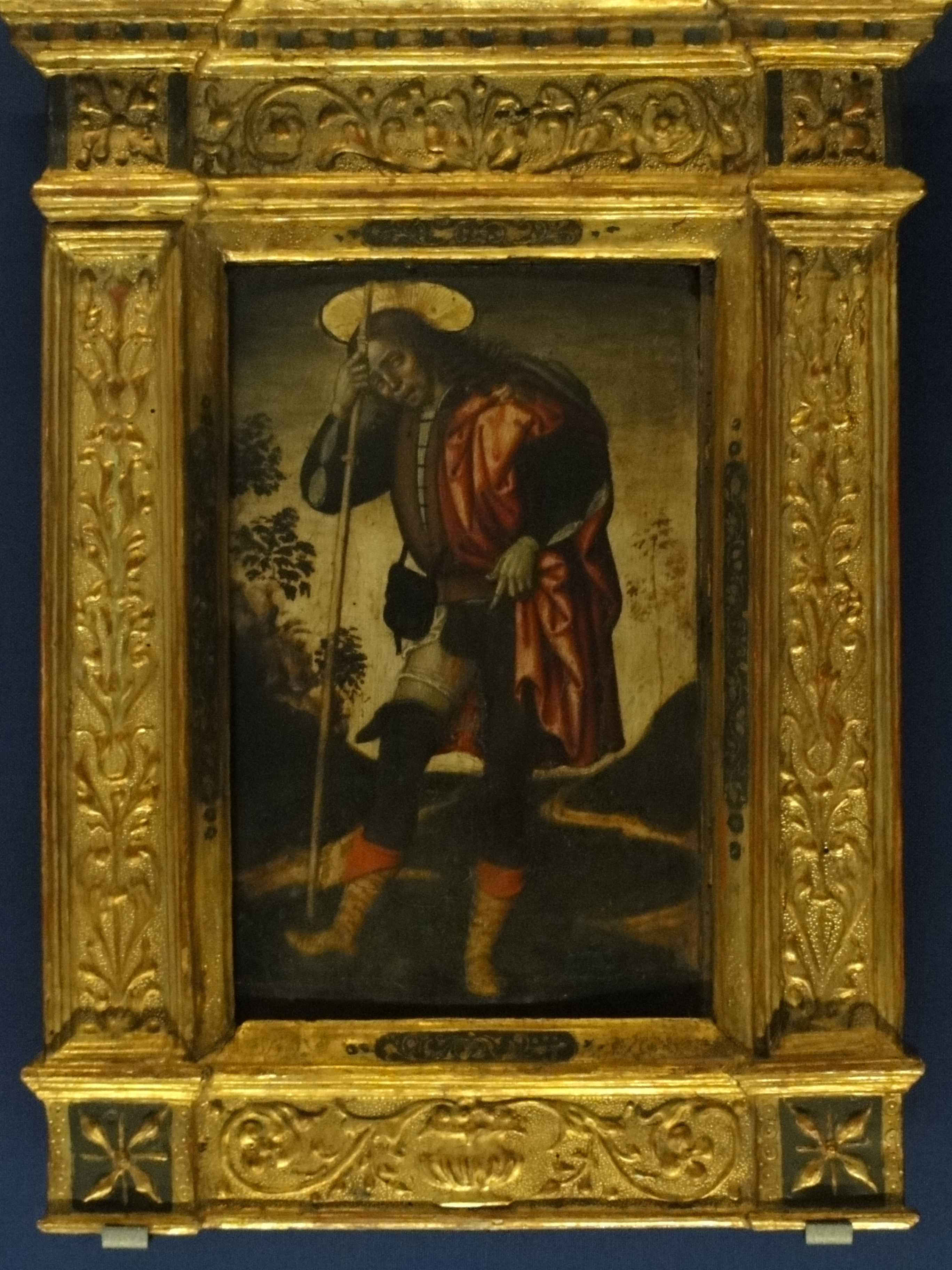
San Rocco, Niccolò Alunno (1430-1502)
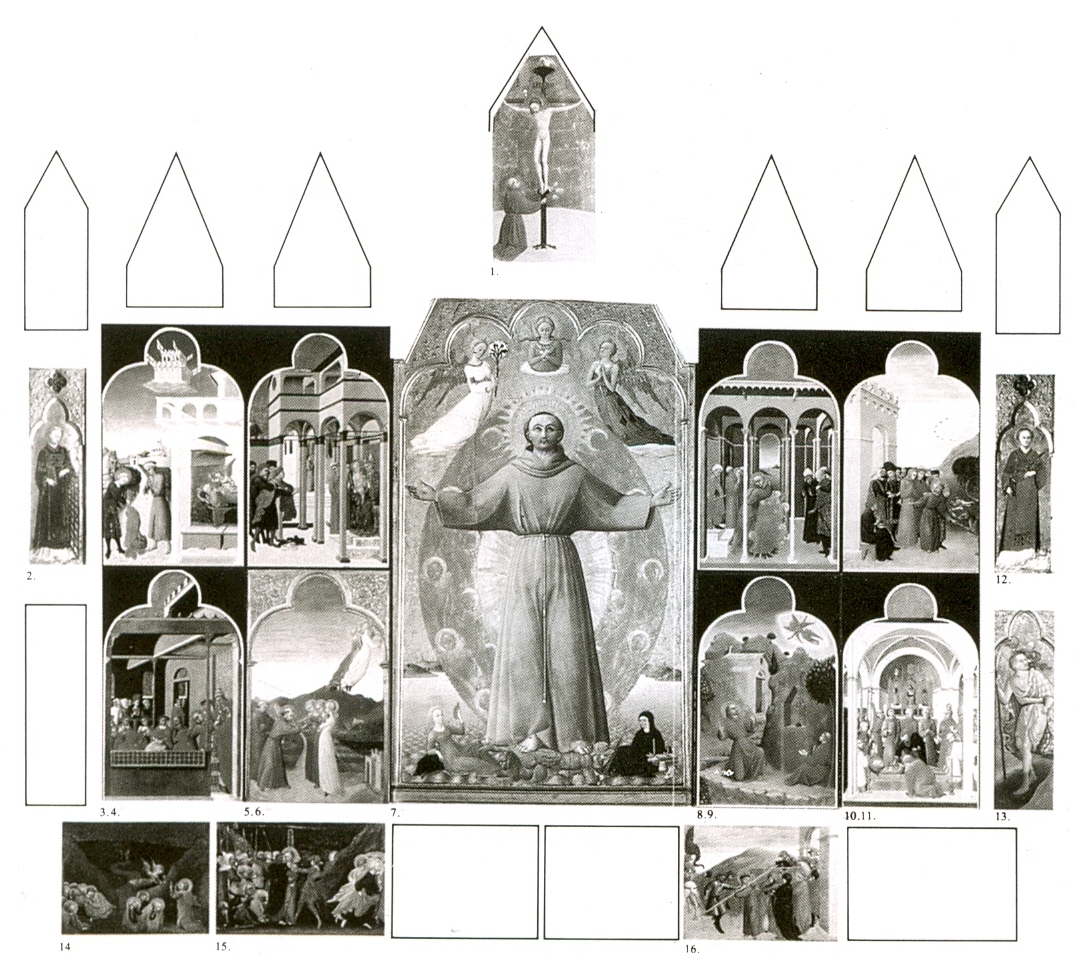
Ricostruzione della pala d'altare del Sassetta (1437-1444) con il San Cristoforo (fig. 13)
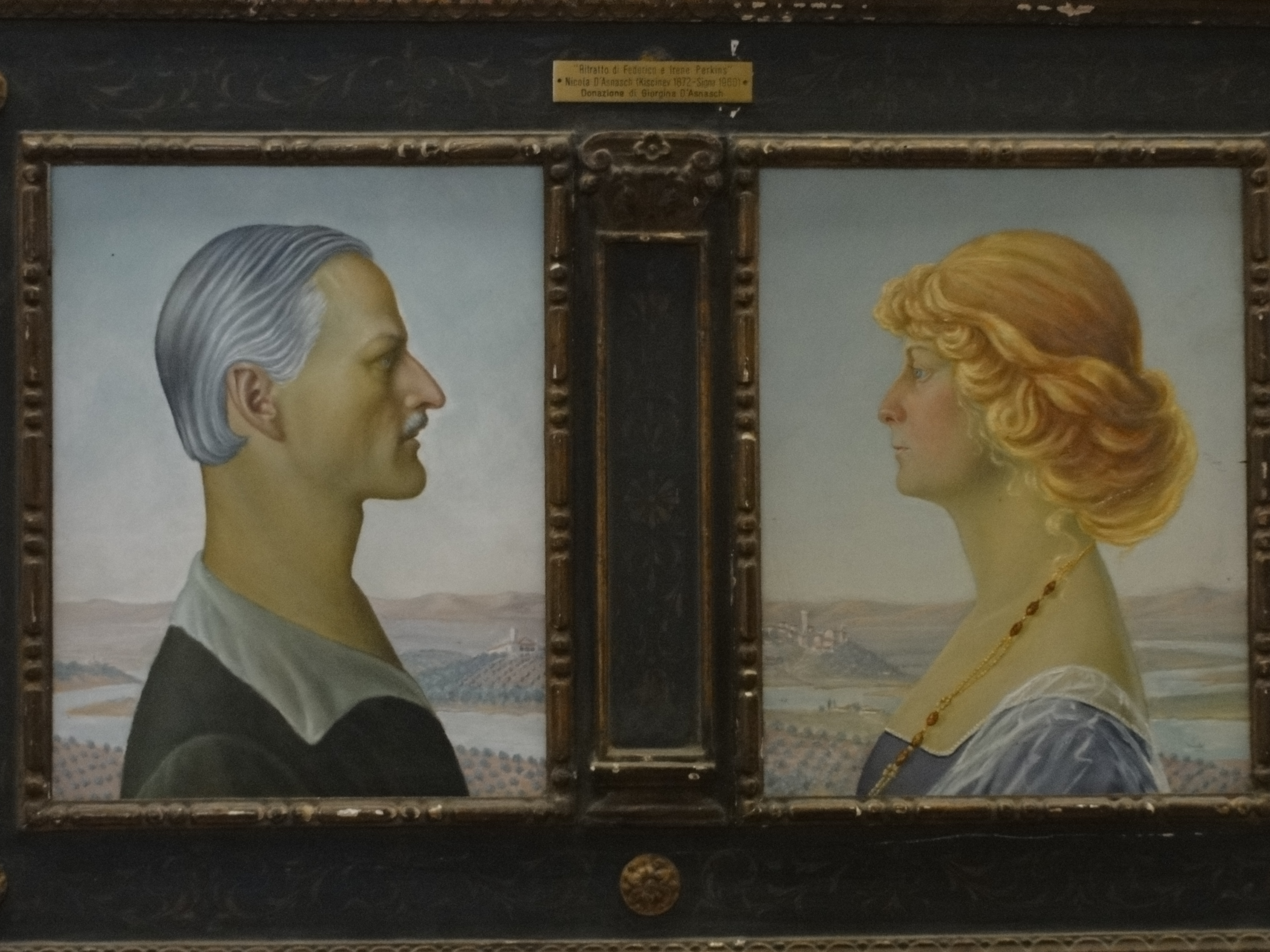
Ritratto dei coniugi Perkins (c.1955), Nicola D'Asnasch
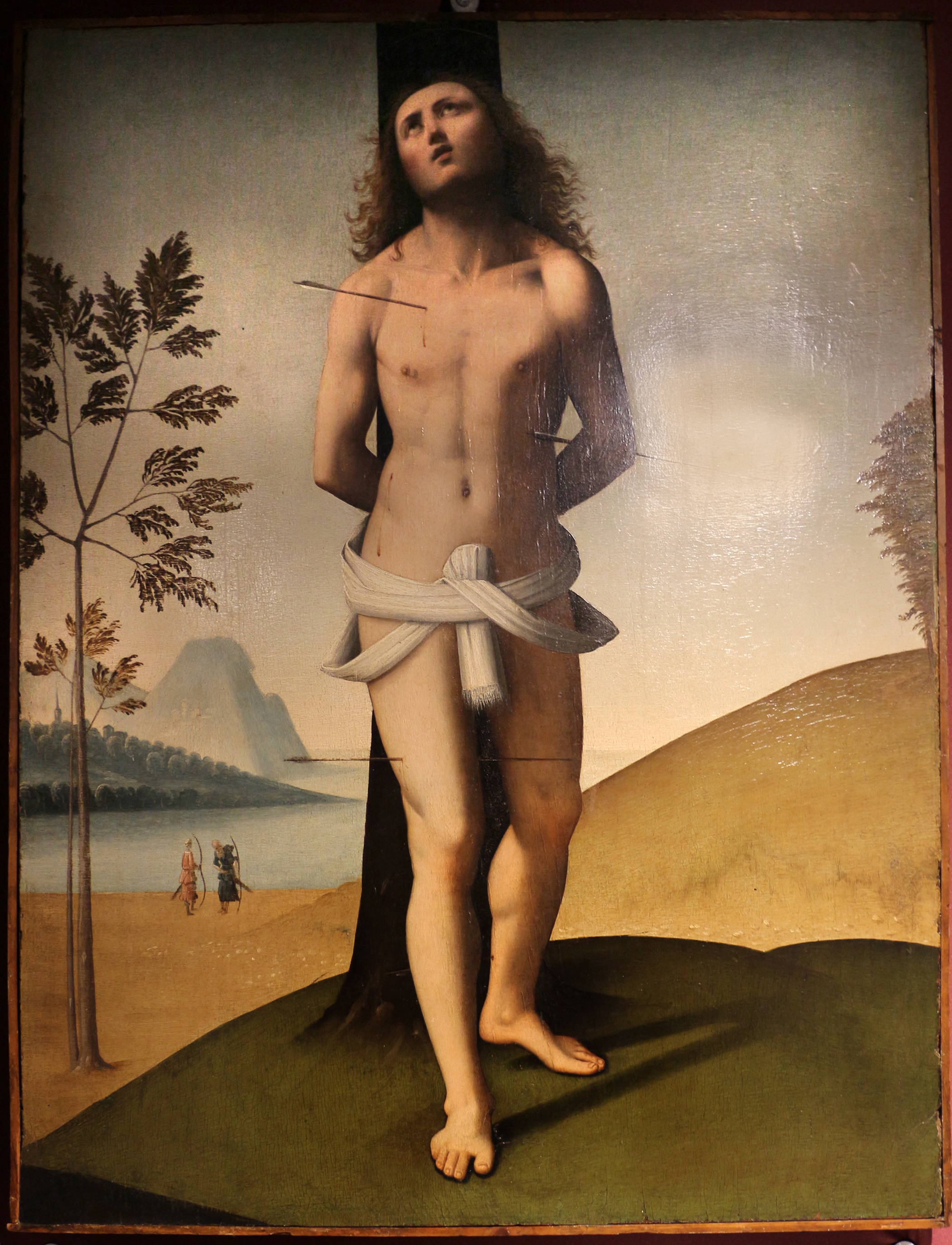
San Sebastiano (c.1505), Giovanni Battista Benvenuti (L'Ortolano)